# Neville Lyttelton

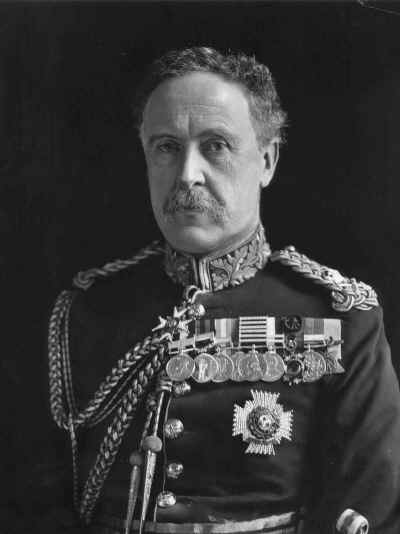
Sir Neville Lyttelton (um 1908)

Sir Neville Gerald Lyttelton GCB, GCVO, PC (* 28. Oktober 1845 in Hagley, Worcestershire; † 6. Juli 1931 in London) war ein britischer Offizier, zuletzt General, der in mehreren Kriegen diente und von 1904 bis 1908 erster Chef des britischen Generalstabs sowie anschließend Commander-in-Chief, Ireland war.

## Leben
Lyttelton wurde als Mitglied des britischen Adelsgeschlechts Lyttelton geboren. Er war der dritte Sohn von insgesamt zwölf Kindern des George Lyttelton, 4. Baron Lyttelton, aus dessen erster Ehe mit Mary Glynne, Tochter des Sir Stephen Glynne, 8. Baronet, und Schwägerin des mehrfachen Premierministers William Ewart Gladstone. Während sein ältester Bruder Charles den Adelstitel und Sitz im House of Lords erbte und der zweitälteste Bruder Albert eine Priesterlaufbahn verfolgte, wurde Neville auf eine Offizierslaufbahn vorbereitet. Er wurde am Eton College erzogen und trat 1865 als Ensign der Rifle Brigade in die British Army ein. Als junger Offizier nahm er 1866 an den Kämpfen gegen die Fenier in Kanada teil und diente anschließend als Sekretär der Oregon Boundary Commission. Von 1868 diente er als Adjutant beim Lord Lieutenant of Ireland, John Spencer, 5. Earl Spencer.
Im Rang eines Captain war er 1877 an der Kampagne gegen die Jowaki in der North West Frontier Province Britisch-Indiens beteiligt. 1880 wurde er Privatsekretär des Kriegsministers Hugh Childers in der liberalen Regierung Gladstone. 1882 nahm er als Aide-de-camp des stellvertretenden Befehlshabers unter Garnet Wolseley, 1. Viscount Wolseley, John Miller Adye, an der Ägyptischen Expedition teil, die zur Unterwerfung der Urabi-Bewegung und zur Etablierung der jahrzehntelangen britischen Herrschaft in Ägypten führte. Ab 1883 fungierte Lyttelton für zwei Jahre als militärischer Sekretär des zum Oberbefehlshaber und Gouverneur in Gibraltar ernannten Adye. Es folgte in der Zeit von 1885 bis 1890 eine Tätigkeit in gleicher Funktion beim Gouverneur von Bombay, Donald Mackay, 11. Lord Reay. Er war in seinen formativen Jahren bekannt mit späteren führenden Staatsmännern auf dem Gebiet der Außenpolitik wie Edward Grey und Arthur James Balfour.
1890 wurde Lyttelton stellvertretender Kommandeur des 3. Bataillons der Rifle Brigade in Indien. Zwei Jahre später erhielt er den permanenten Rang eines Lieutenant Colonel und übernahm bald den Befehl über das 2. Bataillon, das in Dublin stationiert war. Nach dem Ende dieser Amtszeit erhielt er 1895 den Posten als Assistant Adjutant General im War Office, gefolgt von der Stelle als Assistant Military Secretary bis 1898. In letzterem Jahr diente er im Nil-Feldzug als Kommandeur der 2nd Infantry Brigade innerhalb William Gatacres britischer Infanteriedivision, wobei er an der entscheidenden Schlacht von Omdurman beteiligt war, die den Mahdi-Aufstand faktisch beendete. Im Oktober 1898 kehrte er auf seinen Posten im War Office zurück.

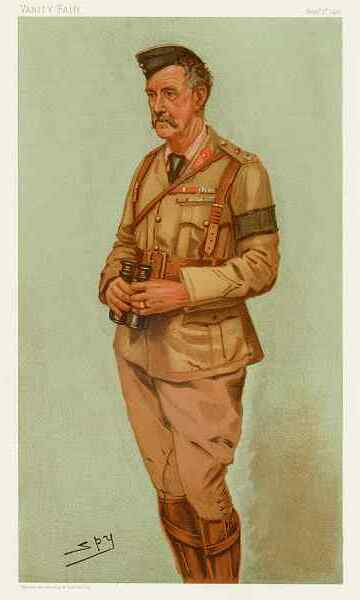
Lyttelton in Vanity Fair, 1901

1899 befehligte Lyttelton, zum Major-General befördert, kurzzeitig die 2. Brigade in der Garnison Aldershot. Beim Ausbruch des Zweiten Burenkrieges im Herbst 1899 ging er nach Südafrika, wo er die 4th Infantry Brigade innerhalb der Natal Field Force übernahm. Nach der Schlacht von Spion Kop löste er im Februar 1900 seinen bisherigen Vorgesetzten Francis Clery temporär als Kommandeur der 2nd Division ab und wurde im März für seine Verdienste beim Entsatz des belagerten Ladysmith zum lokalen Lieutenant-General befördert. Später führte er die 4th Division und diente bis zum Ende des Krieges 1902 in Natal. Er erhielt für seine Dienste in Südafrika zahlreiche Auszeichnungen, darunter die Nobilitierung als Knight Commander des Order of the Bath, und wurde acht Mal mentioned in dispatches. Nach Kriegsende wurde er General Officer Commanding im gesamten Südafrika, was er bis 1904 blieb.
Im Zuge der nach dem Krieg einsetzenden Armeereformen und der Abschaffung des Postens des Oberbefehlshabers der Armee wurde Lyttelton im Februar 1904 zum ersten Chef des Heeres-Generalstabs und Mitglied im neugebildeten Army Council ernannt. Während seiner vierjährigen Amtszeit wurde diese Reform mit den Haldane-Reformen (nach Kriegsminister Richard Haldane, 1. Viscount Haldane) fortgesetzt. 1906 wurde Lyttelton zum General befördert und 1907 zum Knight Grand Cross des Order of the Bath erhoben. Nach dem Ende seiner Amtszeit im Mai 1908 wurde sein Posten ersetzt durch den des Chief of the Imperial General Staff (CIGS). Lytteltons letzter aktiver Posten war der des Oberbefehlshabers in Irland, den er bis 1912 ausfüllte. Nach dem Tod Eduards VII. 1910 und der Thronbesteigung Georgs V. wurde er 1911 als Knight Grand Cross des Royal Victorian Order ausgezeichnet. Im August 1912 schied er aus dem aktiven Dienst.
Im Ruhestand fungierte Lyttelton ab 1912 als Governor des Royal Hospital Chelsea, was er bis zu seinem Tod im Jahre 1931 blieb. Während des Ersten Weltkriegs saß er 1916/17 in einer Kommission, die die Führung des Feldzugs in Mesopotamien untersuchte.

## Familie
Lyttelton war seit 1883 mit Katherine Sarah, jüngster Tochter des Politikers James Stuart-Wortley, verheiratet. Das Paar hatte drei Töchter, deren älteste, Lucy Blanche, den liberalen Politiker und Propagandaleiter während des Ersten Weltkriegs Charles Masterman heiratete.